# Años 120
Los años 120 o década del 120 empezó el 1 de enero del 120 y terminó el 31 de diciembre del 129.

## Acontecimientos
- San Telesforo sucede a Sixto I como papa en el año 125.
- En el año 120 fallece Plutarco, historiador griego.
- 129: Se construye una defensa para Numidia en Lambaesis por la Legio III Augusta.